# Compton Sons & Terry
Compton Sons & Terry war ein kurzlebiger britischer Hersteller von Automobilkarosserien, der in der Zwischenkriegszeit einige Sportaufbauten für Serienfahrgestelle fertigte. Der Betrieb gilt als Vorläufer von Abbey Coachworks.

## Unternehmensgeschichte
Gründer des Unternehmens waren Arthur P. Compton und W.H. Terry. Compton war seit dem Ende des Ersten Weltkriegs in verschiedenen Konstellationen im Karosseriebaugewerbe tätig. Sein erstes Unternehmen firmierte ab 1921 als Compton & Hermon. Mitte der 1920er-Jahre stellte Compton & Hermon den Betrieb ein. Arthur Compton wechselte daraufhin zu dem in Wimbledon ansässigen Unternehmen Jarvis & Sons, dessen Manager und Chefdesigner er wurde. 1929 verließ er Jarvis und gründete zusammen mit W.H. Terry das Karosseriebauunternehmen Compton Sons & Terry, das allerdings nur etwa ein Jahr lang in dieser Form bestand. Bereits 1930 verließ Compton den Betrieb wieder und gründete mit A.P. Compton & Co. (später: Arrow Coachworks) wiederum ein neues Unternehmen. W.H. Terry hingegen übernahm Ausrüstung und Personal von Compton Sons & Terry und baute auf dieser Grundlage den Karosseriehersteller Abbey Coachworks auf, der bis 1937 bestand.

## Produkte
Compton Sons & Terry war in dem Londoner Stadtbezirk Merton ansässig. Das Unternehmen legte seinen Schwerpunkt auf Renn- und Sportwagen mit leichten Karosserien. Allerdings produzierte es in den wenigen Monaten seiner Existenz nur einzelne Aufbauten. Bekannt sind Karosserien für Bugatti- und Talbot-Chassis, außerdem begann die Serienproduktion eines Arrow genannten Coupés auf der Basis des Austin Seven, die A.P. Compton nach seiner Trennung von Terry 1930 mit seinem eigenen Betrieb fortsetzte.